# Cruzpamba
Cruzpamba ist eine Ortschaft und eine Parroquia rural („ländliches Kirchspiel“) im Kanton Celica der ecuadorianischen Provinz Loja. Die Parroquia besitzt eine Fläche von 26,79 km². Die Einwohnerzahl lag im Jahr 2010 bei 1094.

## Lage
Die Parroquia Cruzpamba liegt in den westlichen Ausläufern der Anden im Südwesten von Ecuador. Der Höhenkamm Cordillera de Celica durchzieht das Gebiet in ostnordöstlicher Richtung. Der Norden wird zum Río Alamor, der Süden zum Río Catamayo entwässert. Der etwa 1200 m hoch gelegene Ort Cruzpamba befindet sich knapp 8 km südwestlich des Kantonshauptortes Celica.
Die Parroquia Cruzpamba grenzt im Nordosten und im Südosten an die Parroquia Celica, im Südwesten an die Parroquia Teniente Maximiliano Rodríguez Loaiza sowie im Nordwesten an die Parroquia Pózul.

## Orte und Siedlungen
In der Parroquia gibt es neben dem Hauptort folgende Orte: Amarillo, El Cajón, El Faique, Guineo Grande, Las Pampas, Los Rios, Pampa Sola, Patuco Chico, Platanalillo und Zapallal.

## Geschichte
Am 5. Februar 1937 wurde die Parroquia unter dem Namen „Carlos Bustamante“ gegründet. Namensgeber war ein Politiker des Kantons Celica.